# Tavaszi tőzike

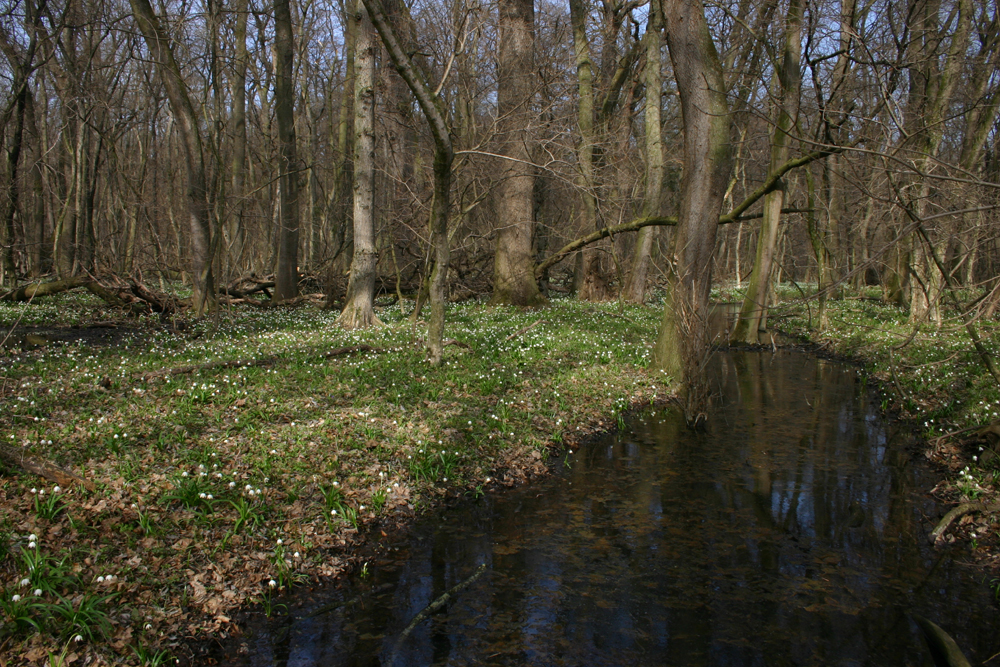
A csáfordjánosfai tőzikés erdő

A tavaszi tőzike (Leucojum vernum) az egyszikűek (Liliopsida) osztályának spárgavirágúak (Asparagales) rendjébe, ezen belül az amarilliszfélék (Amaryllidaceae) családjába tartozó faj. A nyári tőzikénél (Leucojum aestivum) kisebb termetű.

## Előfordulása
A tavaszi tőzike eredeti elterjedési területe a Pireneusoktól Belgiumig, keletre pedig, egészen Ukrajnáig tart. Közép-Európában is őshonos, a Magas-Alpok kivételével. Délen Olaszország középső részéig lehet megtalálni. Más kontinensekre is betelepítették. Sok helyen termesztik a tavaszi tőzikét.

## Változatai
- Leucojum vernum var. carpathicum Sweet, Hort. Brit.: 408 (1826) - a faj életterének keleti részén található, kissé nagyobb változat, a lepelleveleken sárgás foltokkal zöld helyett
- Leucojum vernum var. vernum - Magyarországon található, robusztusabb, gyakran száranként két virágot növeszt.

## Megjelenése
A tavaszi tőzike 15-35 centiméter magas, hagymás, évelő növény. Levelei tőállásúak, széles szálasak, 1 centiméter szélesek. A tőkocsány csúcsán mintegy 3,5 centiméter hosszú levélhüvelyben folytatódik, melynek hónaljában egy, ritkán két bókoló virág fejlődik. Mind a hat lepellevél egyforma, csúcsa alatt sárgászöld folttal. Apró toktermése van.

## Életmódja
A tavaszi tőzike elegyes lomberdők, ligetek, nyirkos, de nem túl nedves rétek lakója. Virágzási ideje március–április között van.
Galantamint tartalmaz, mérgező.

## Képek

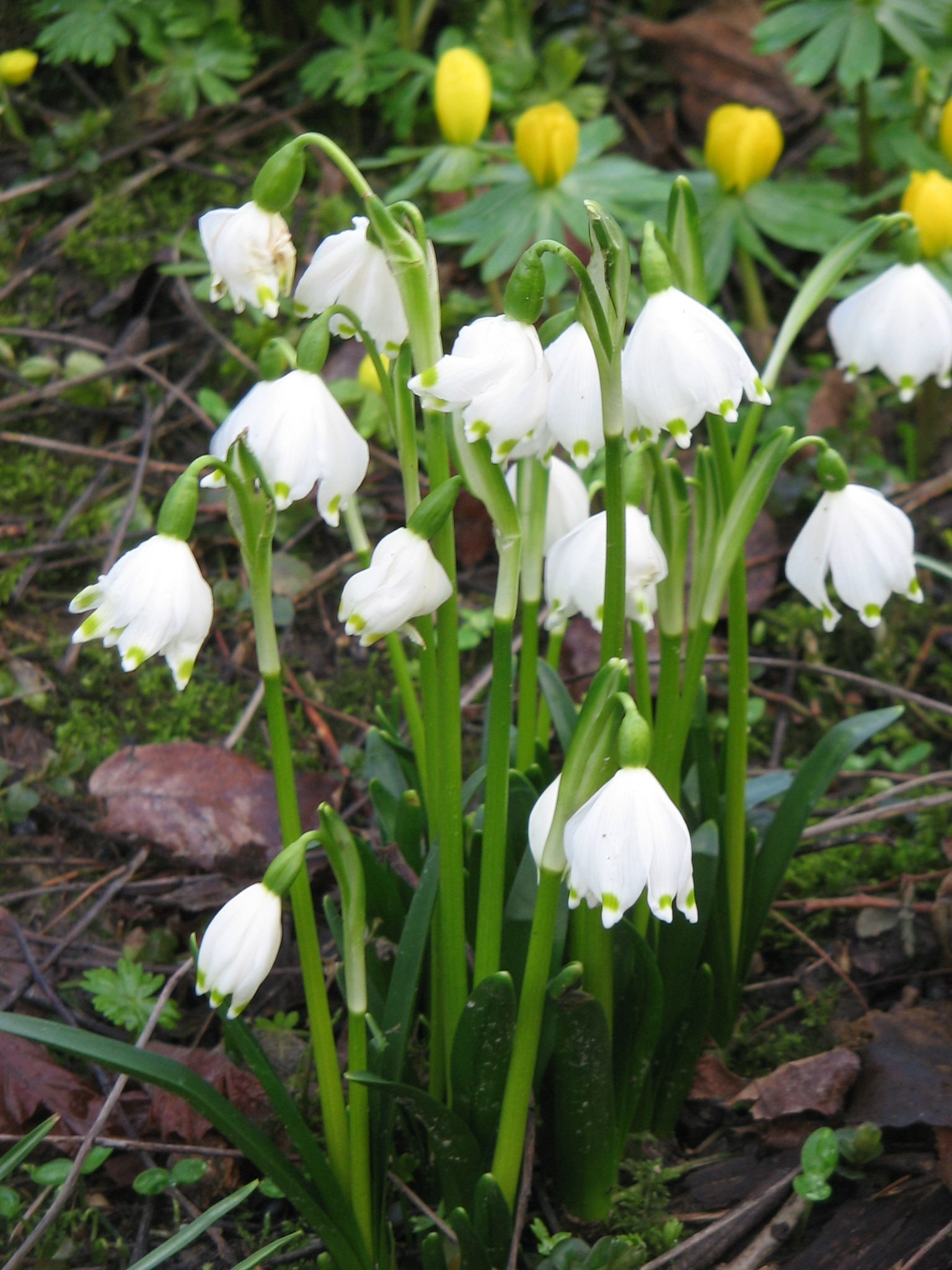
A növény
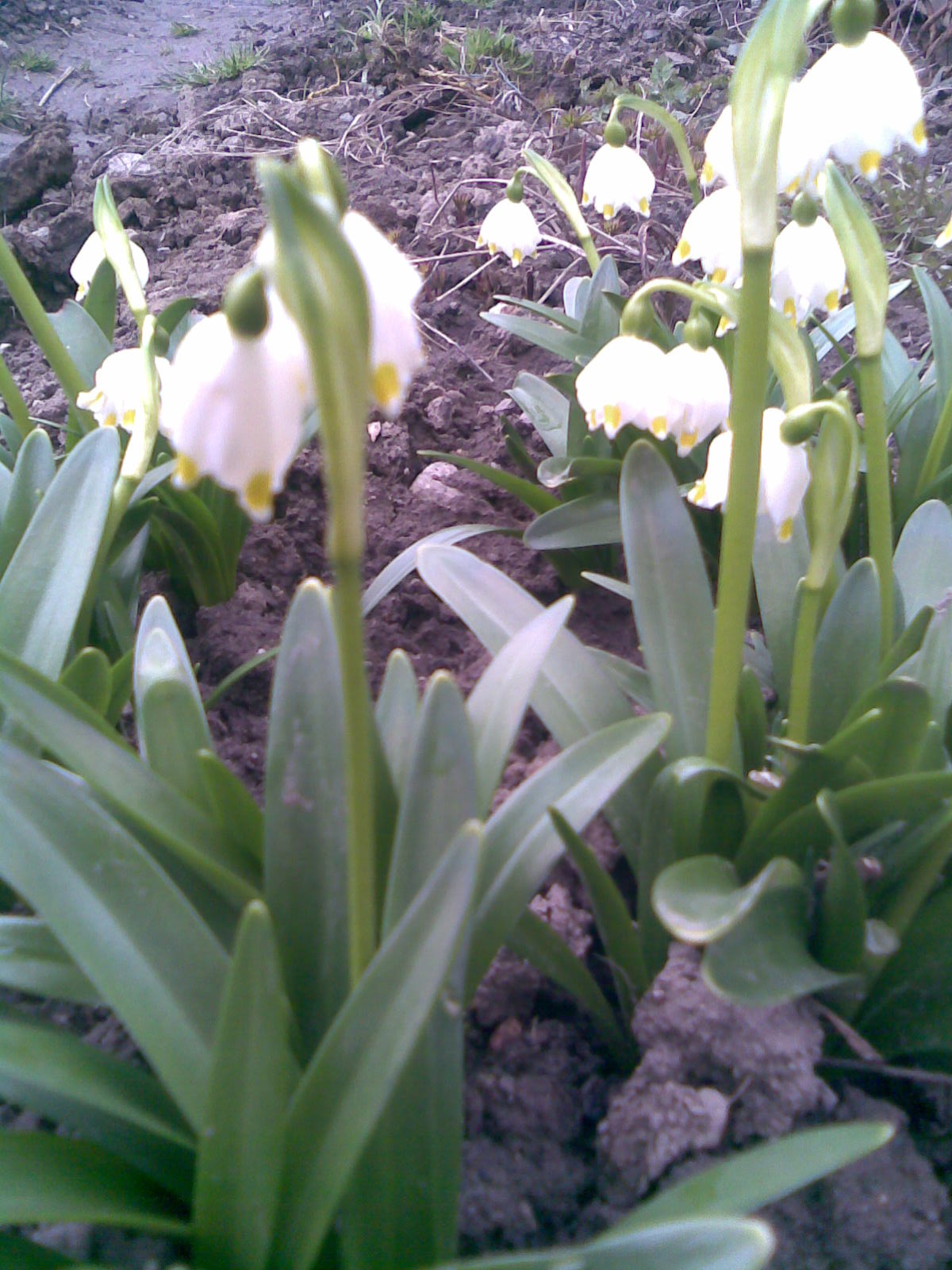
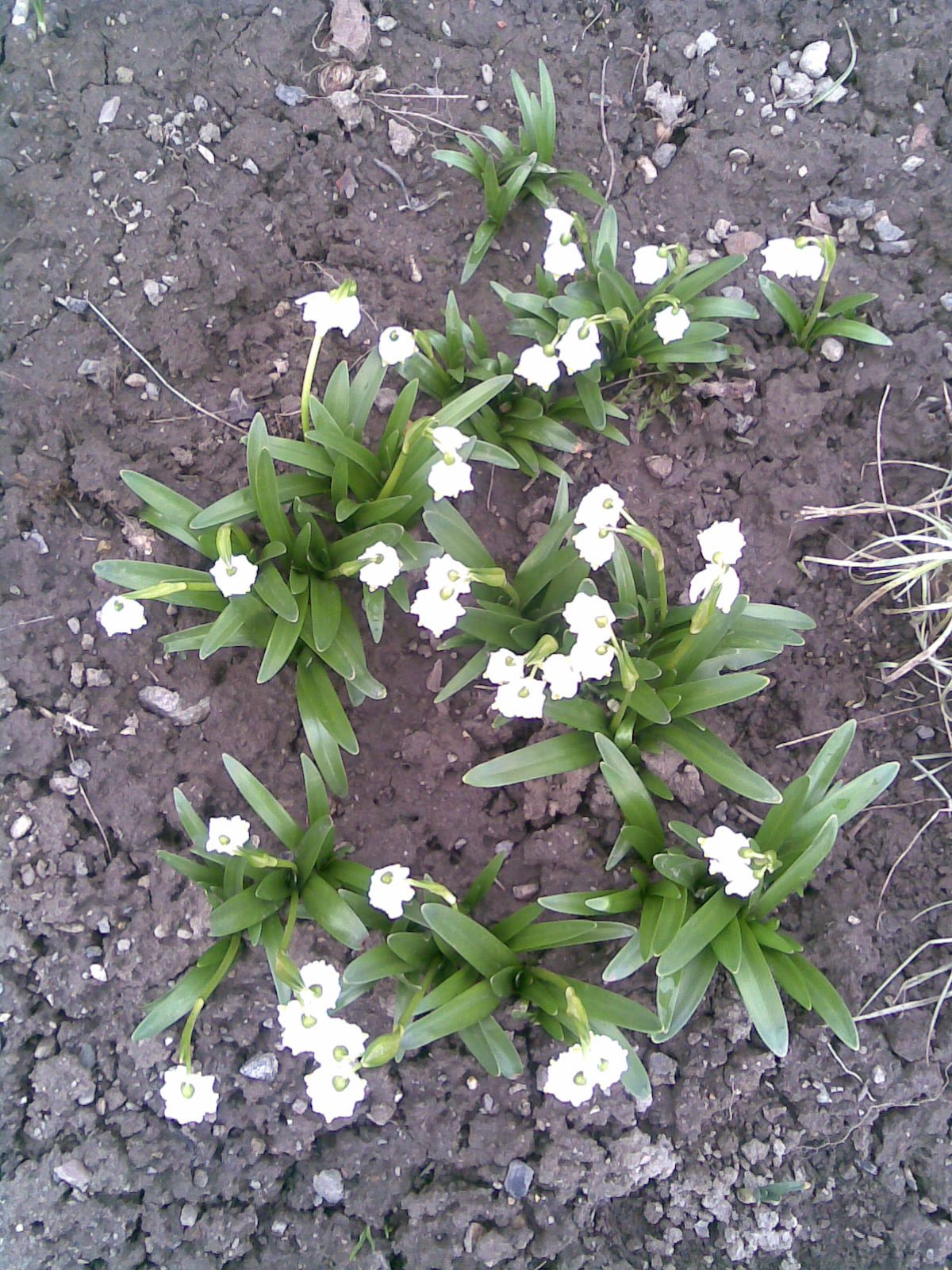
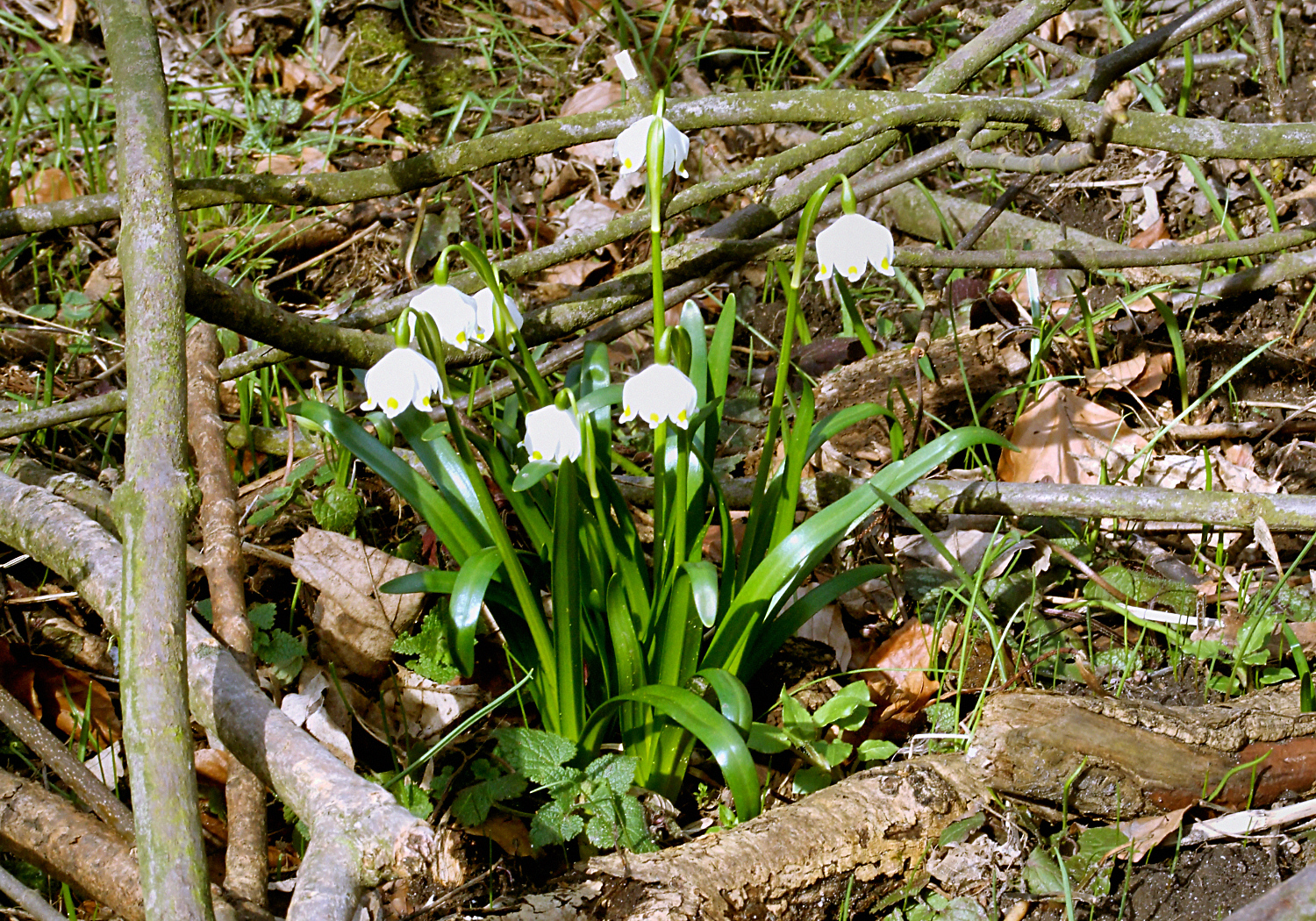
Habitusa
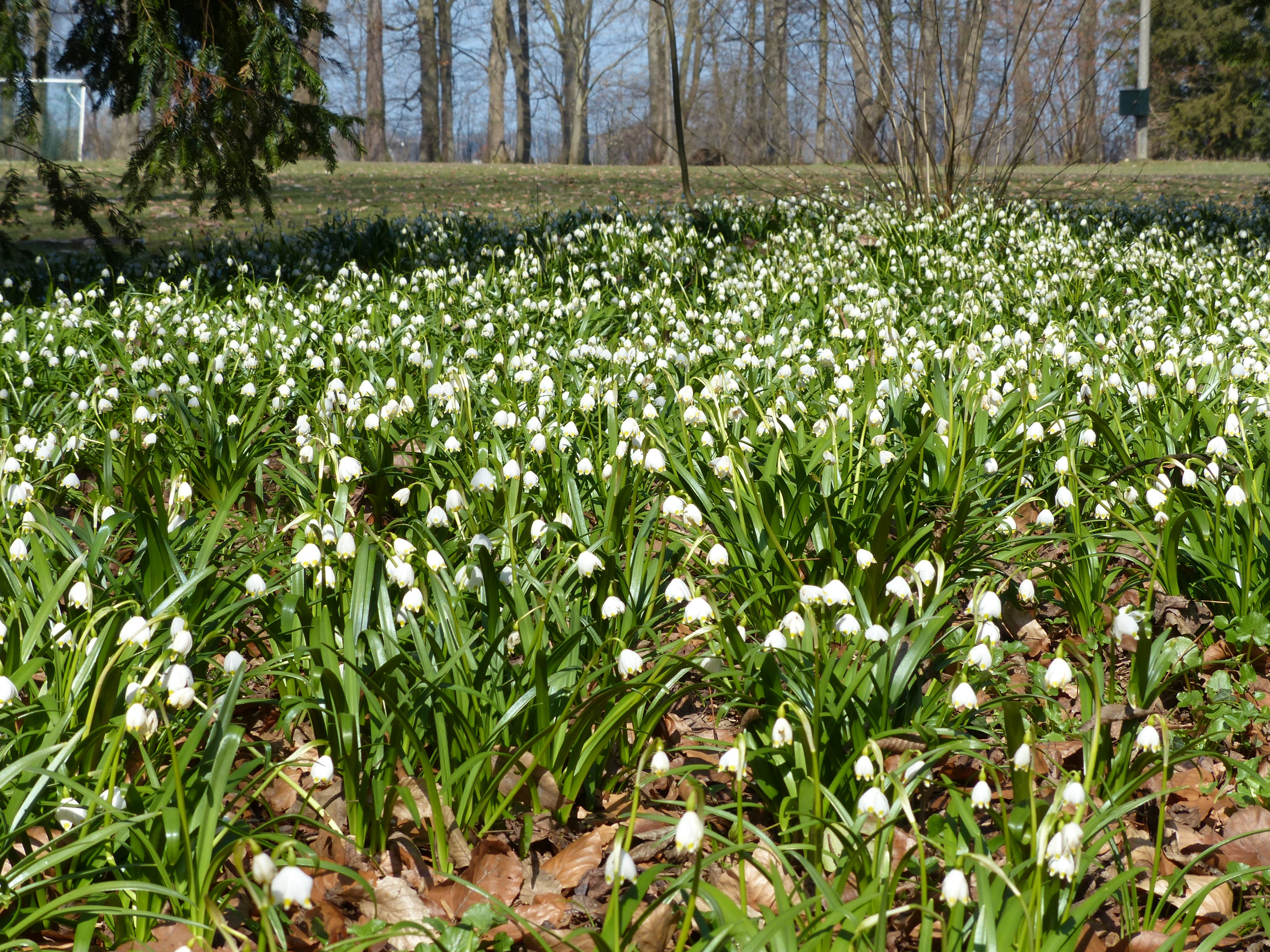
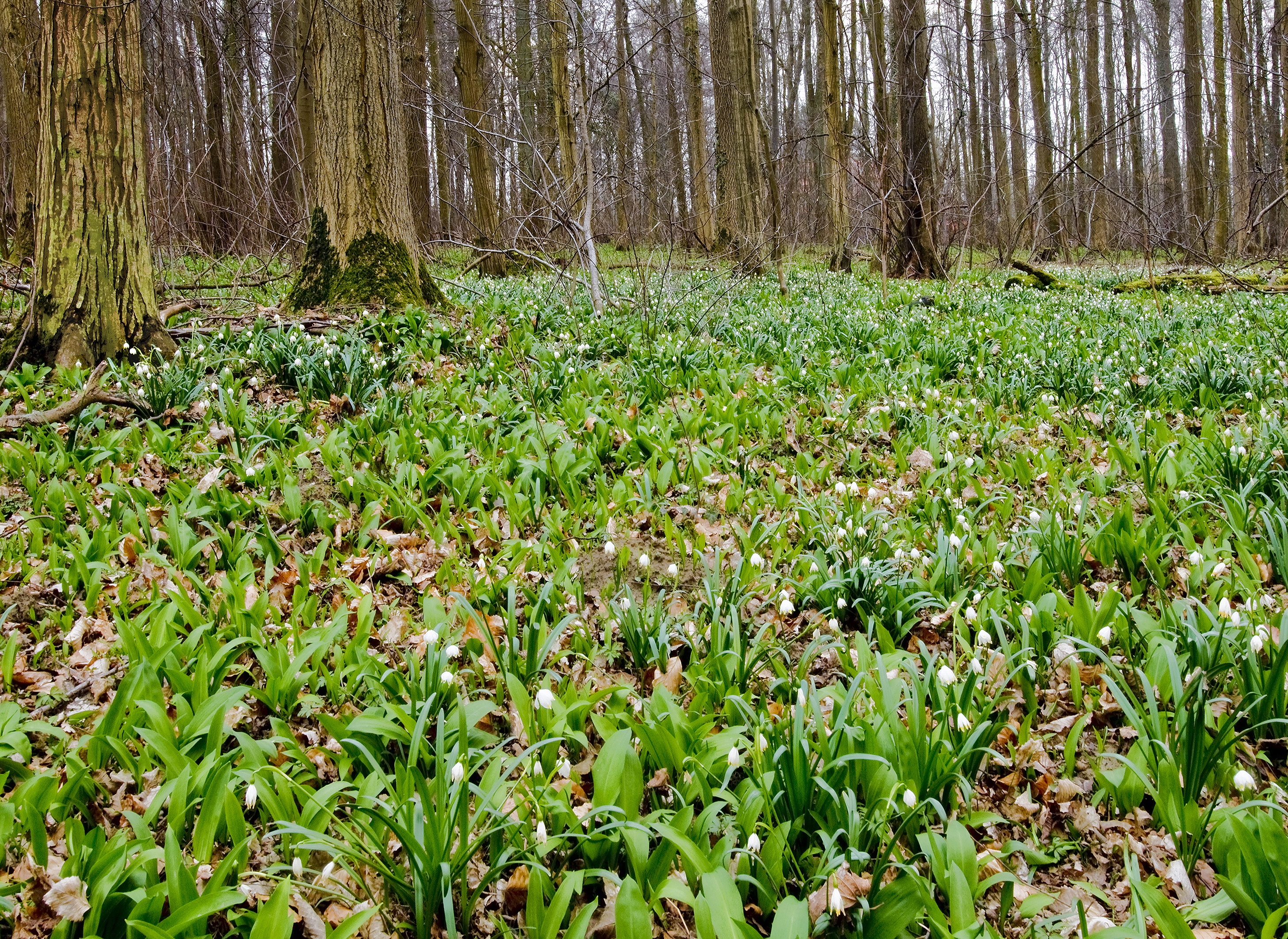
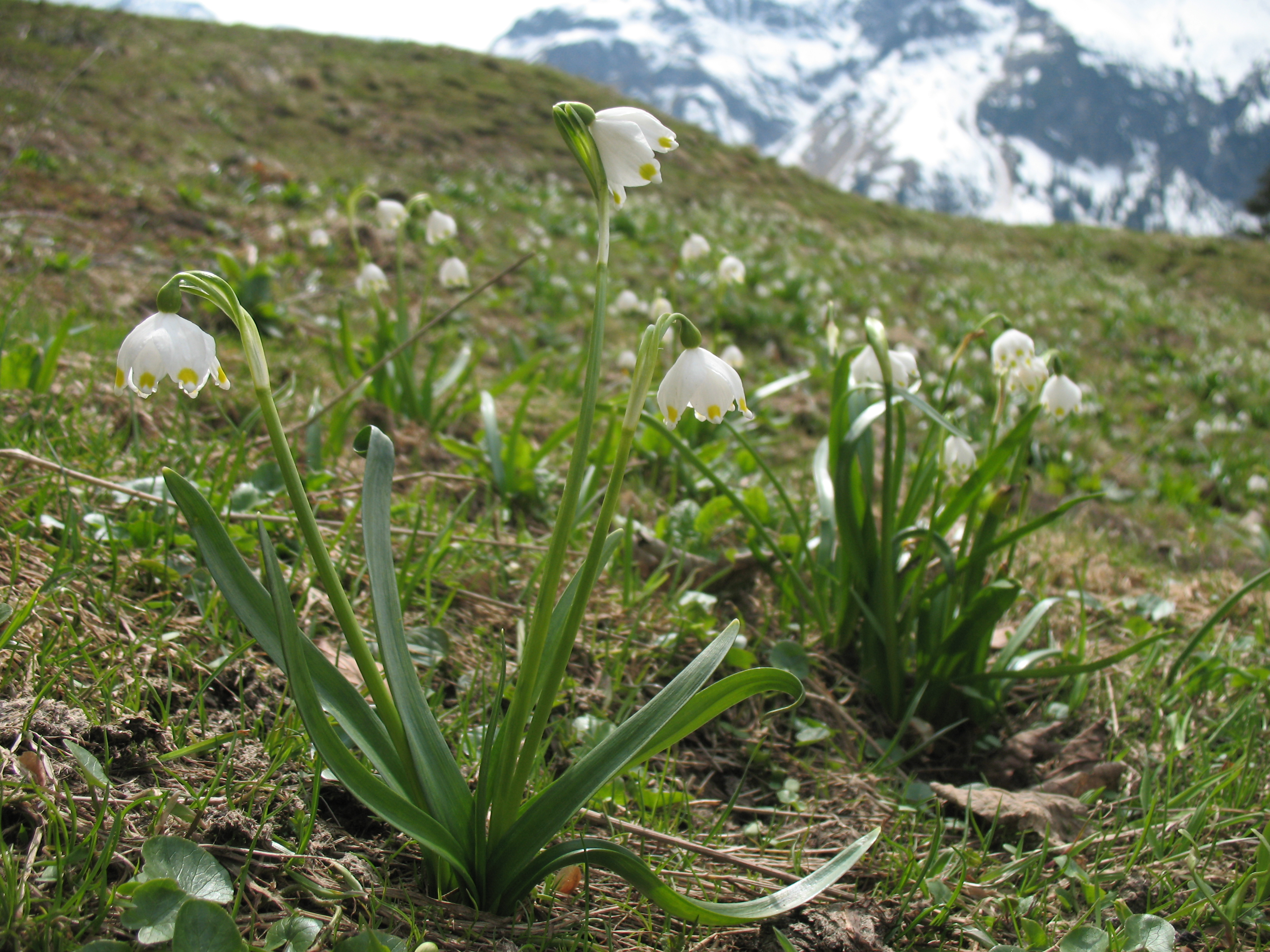
Tavaszi tőzike a Kelet-Alpokban
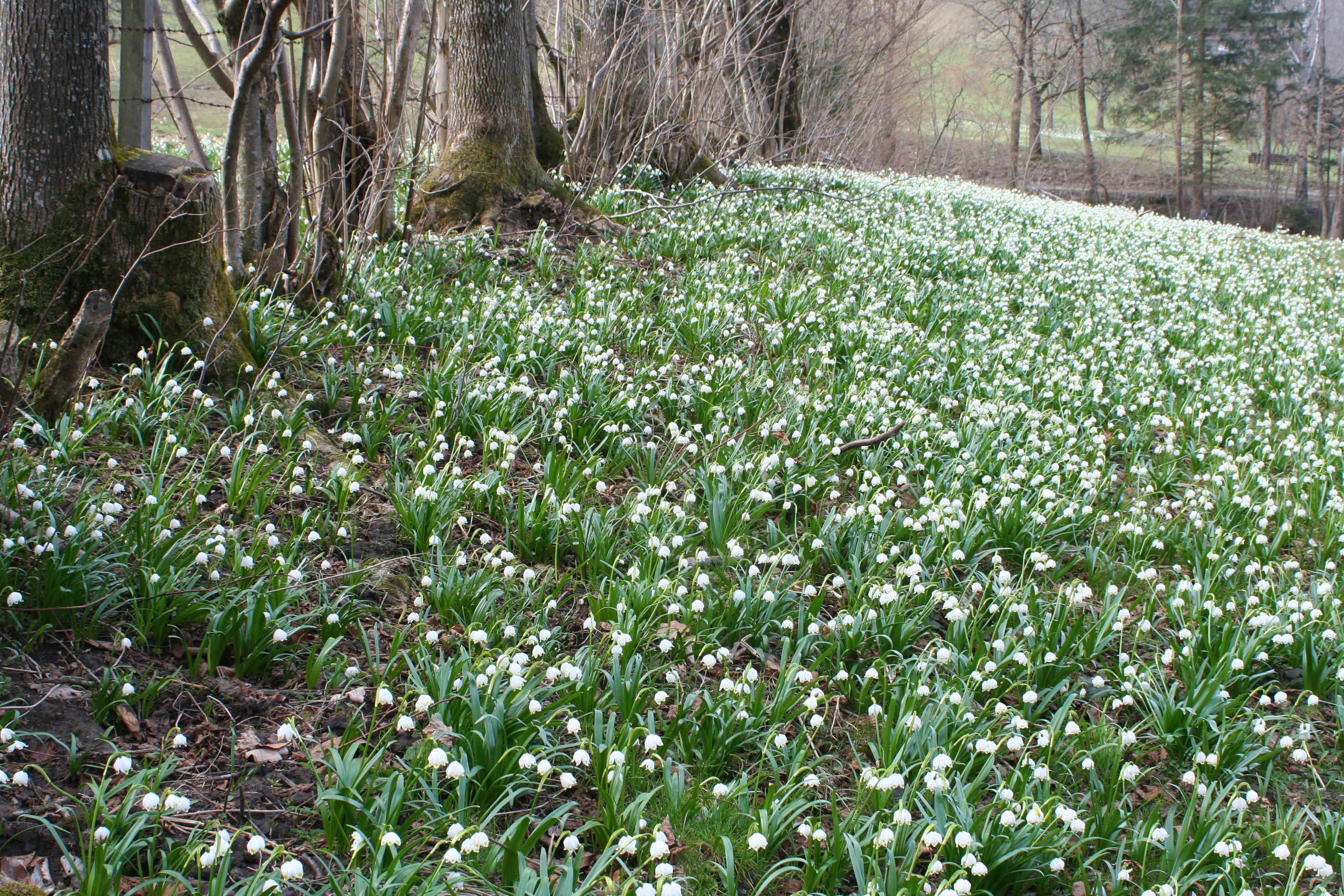
Tavaszi tőzike mező Alsó-Ausztriában
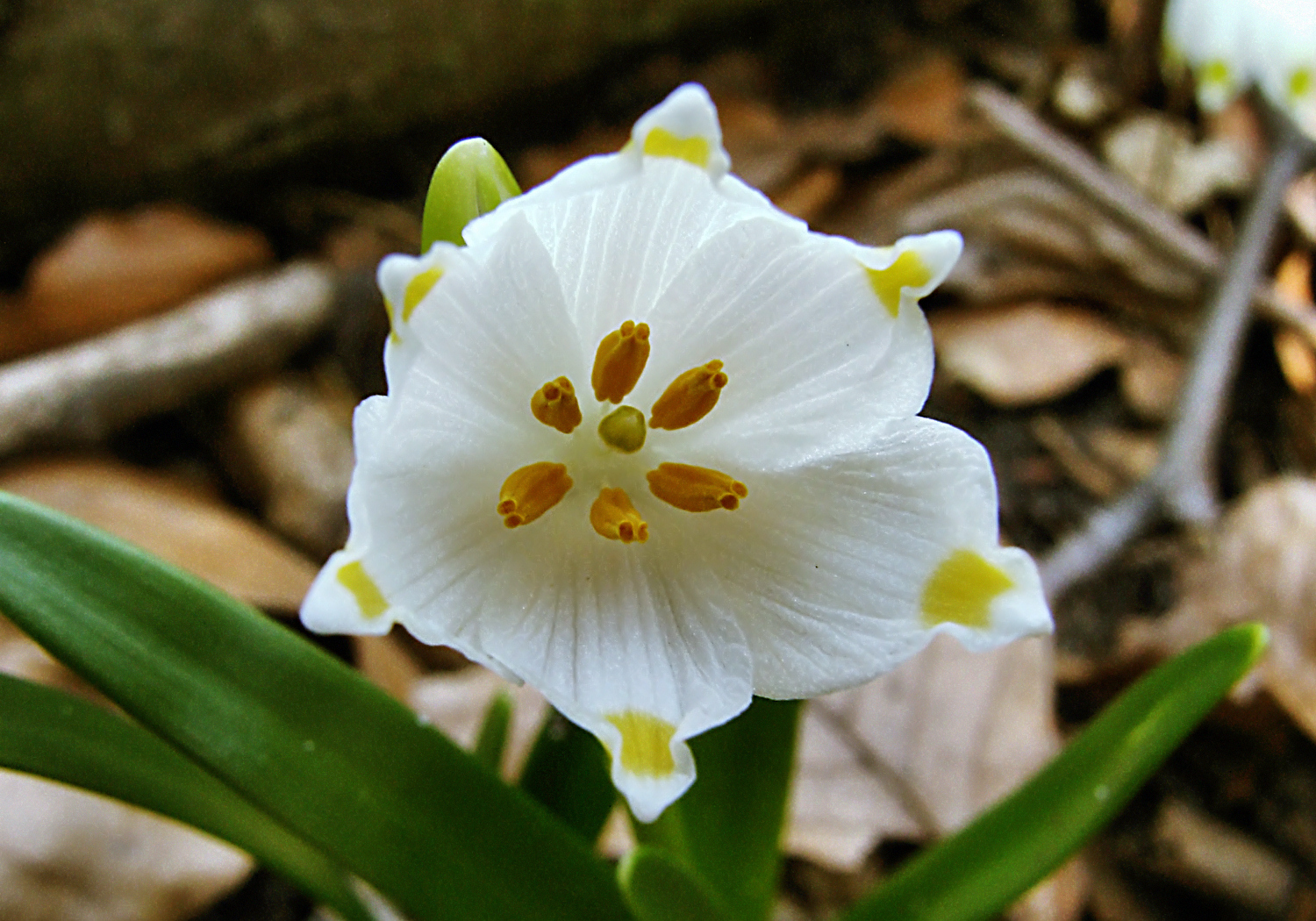
Virágszerkezete
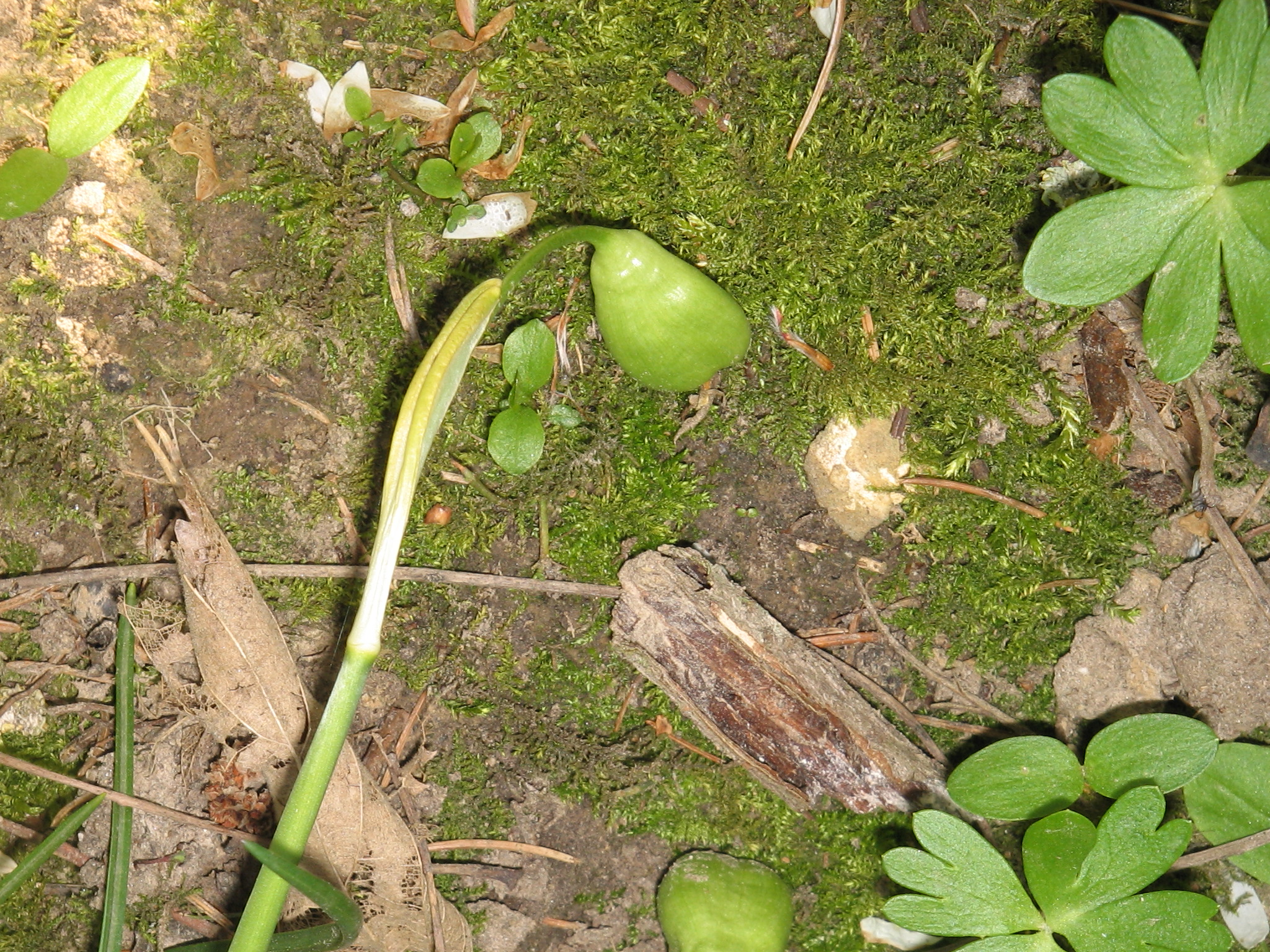
Éretlen termése
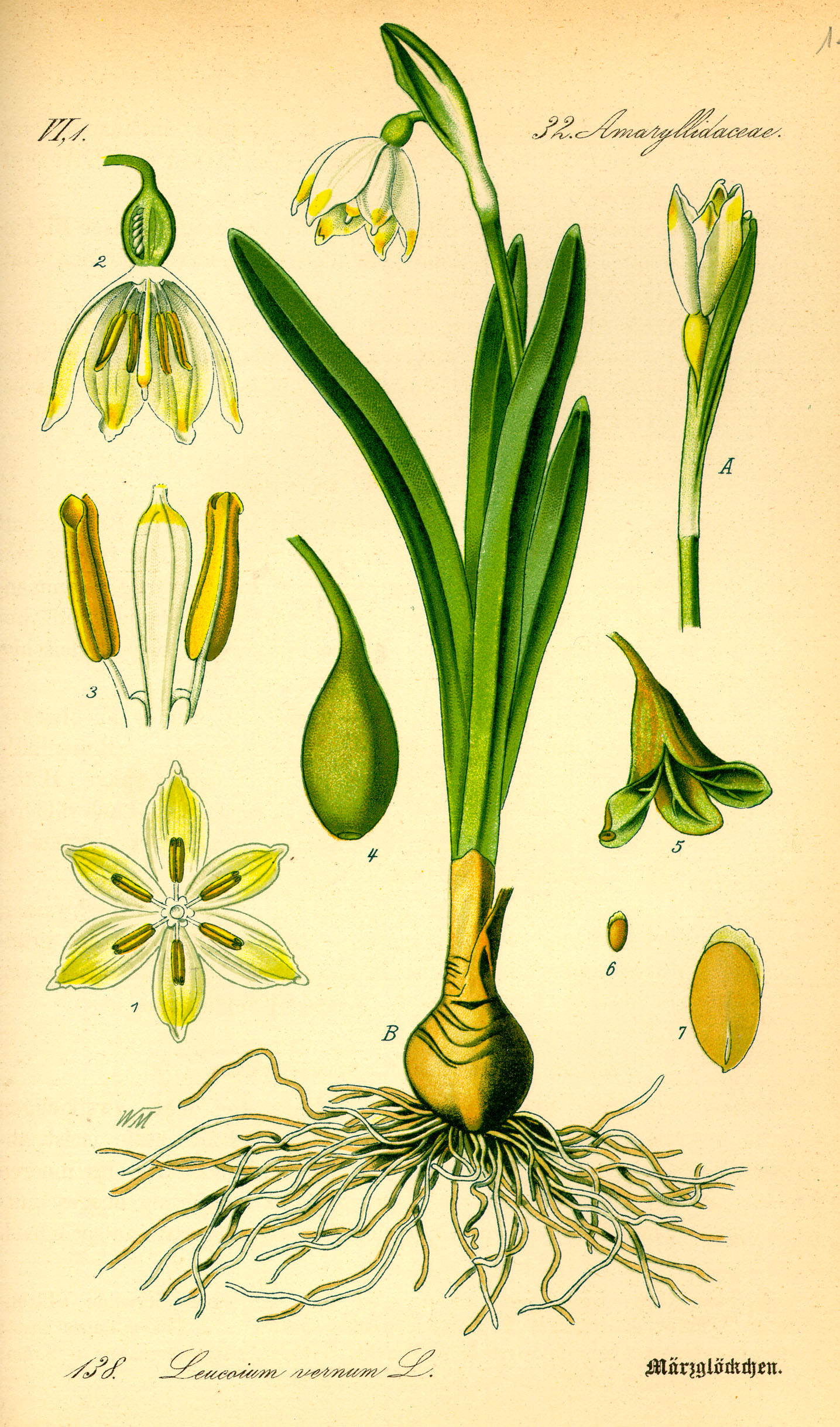
Herbáriumi illusztrációja